# Schalauen

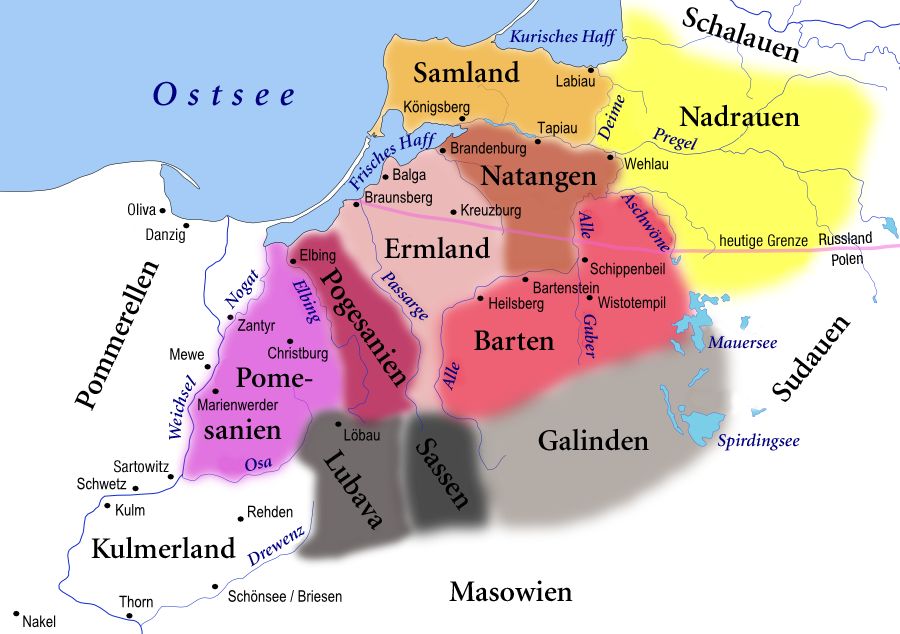
Altpreußische Landschaften und Stämme

Schalauen (auch Schalwen), prußisch Skālwa, litauisch Skalva, lateinisch Scalowite war ein Gau eines baltischen Volkes und später die Bezeichnung einer Landschaft in Ostpreußen. Die Einwohner hießen analog Schalauer (litauisch skalviai).

## Geografie
Das Gebiet befand sich zu beiden Seiten des Unterlaufes der Memel nördlich von Nadrauen und südlich des Gebietes der Schamaiten, später Litauens. Nordöstlich reichte Schalauen bis zu den Mündungen der Flüsse Šešuvis und Ežeruona in die Jura, denn nur bis zu diesen Flüssen haben die Szemaiten in der Wildnis gejagt. Zudem übergaben die Schalauer dem Ragniter Komtur im Jahr 1406 genaue Berichte über die dortigen jährlichen Überschwemmungen. Im Osten grenzte Schalauen an Sudauen. Wischwill gehörte noch zu Schalauen, während Jurburg den Karschauern zuzurechnen ist. Den Mittelpunkt dieser Landschaft bildeten vier Burgen, die alle dicht beieinander auf dem Willkischker Höhenzug in der Umgebung von Tilsit und Ragnit lagen. Nordwestlich trennten die Sümpfe der Rußmündung das schalauische Gebiet vom kurischen Pilsaten. Bis zum Kurischen Haff reichte Schalauen nur theoretisch, denn die sumpfigen Flächen im Delta der Memel waren bis auf wenige Anhöhen bis zum 17. Jahrhundert nicht bewohnbar. Diese wurden nur von Fischern aufgesucht und dienten den Pferden der Komturei Ragnit als Weidefläche. Die südlichen Grenzen zu Nadrauen sind in den Quellen nicht definiert. Schalauen wurde erst gegen Ende des 13. Jahrhunderts vom Deutschen Orden (bis 1283) erobert. In der Folgezeit kamen deutsche Siedler ins Land, später auch Litauer. Heute liegt das Gebiet teilweise in Litauen, teilweise in der russischen Oblast Kaliningrad.

## Name und Zugehörigkeit
Die Bedeutung des Namens ist nach litauischer Interpretation von lit. skalauti »vom Wasser gespült« abzuleiten. Unter den Linguisten war lange umstritten, ob die Schalauer den West- oder Ostbalten zuzurechnen sind, da ihr Dialekt eine Zwischenstufe zwischen prußisch und litauisch darstellt. Inzwischen hat sich die Sicht durchgesetzt, die Schalauer den westbaltischen Prußen zuzuordnen. Nach der vom Pseudohistoriker Simon Grunau ersonnenen unechten Sage war Scalawo der fünfte Sohn des Königs Widowuto, dem das Land zwischen „Pregolia, Curtono (Haff), Niemo und Rango dem Wasser“ gegeben ward. „Die Bewohner aber sind von Anbeginn gewesen ein unlustiges Volk und ungetreu und fanden ihre größte Seligkeit im Schlafen, so daß ihrer Trägheit im ganzen Lande zum Sprichwort ward.“

## Geschichte
Das Gräberfeld von Linkuhnen (russ. Rschewskoje), Kreis Niederung, bei (Tilsit) in Ostpreußen stammt aus dem 6.–12. Jahrhundert und wurde zwischen 1929 und 1931 von Carl Engel (1895–1947) ausgegraben. 
Ab 960 sind in Schalauen Missionierungsversuche belegt: Sankt Adalbert-Vaitiekus (997) und Sankt Bonifaz-Bruno (1009) fanden hier den Märtyrertod. Das Königreich Ruß oder Rusia soll bereits zweitausend Jahre alt sein und findet in skandinavischen, dänischen und isländischen Quellen Erwähnung. Es ist mit der Geschichte Dänemarks eng verquickt, denn es wurde zeitweise von Dänemark verwaltet. Im Jahr 862 besuchten die Abgesandten von Groß Nowgorod Ruß und baten um einen Herrscher. Auch Hrorekr, später Rurik genannt, wurde von den Prußen eingeladen. Im 14. Jahrhundert veränderte der Moskauer Staat den Namen Ruß in Russija.
In den dänischen Annales Lundenses wird im Zeitraum von 974 bis 1043 die schalauische Stadt Jomsborg erwähnt, auch Jumpne, Iumne, Witlandie und Windland genannt, die am Kurischen Haff lag und die über einen nicht kleinen Hafen verfügt haben muss. Diese Stadt wurde 1043 von den Dänen zerstört, muss aber wieder aufgebaut worden sein, denn im Jahr 1182 kämpften die Dänen erneut mit den Jomsborgern. An diesem Kampf nahmen neun schalauische Schiffe von bedeutender Größe teil. Um 1084 sandte der dänische König Knut der Heilige 18 Schiffe nach Schalauen, seine Söhne Ragnaro und Egilis waren unter den siegreichen Kriegern. Besonders Egilis wütete sehr grausam. Während Knut mit seiner Flotte gegen England rüstete (1085), planten die Schalauer einen Überfall auf Dänemark. Als Knut davon erfuhr, bot er den Schalauern Frieden an, der akzeptiert wurde. Die Schalauer schickten sogar Geschenke nach Dänemark.
Im Altertum war Ragnit das Zentrum Schalauens. Hier stand eine mächtige Holzburg, über die Peter von Dusburg schreibt, dass sie weder durch Kraftaufwand noch durch Aushungern zu bezwingen war, denn im Burghof befand sich ein Teich von 20 × 20 Schritten, der mit Speisefischen gefüllt war. In Ragnits Umgebung gibt es etliche Schlossberge und Wallanlagen. Archäologische Funde weisen nach, dass der Ort schon um 2000 v. Chr. bewohnt war. Schalauische Gräberfelder wurden zudem in Strewa, Skomanten, Jurgaiten, Nikeln, Paulaiten, Wilku Kampas, Weszaiten, Greyszönen, Lompönen und Wittgirren nachgewiesen. Sie unterscheiden sich durch ihre Andersartigkeit von denen der anderen prußischen Stämme.
Schalauen wurde erst 1277 vom Deutschen Orden unterjocht. Dieser Stamm war zunächst nicht ins Blickfeld der Ordensritter geraten, hatte aber 1274 zusammen mit den Nadrauern am Kriegszug der Sudauer gegen den Orden teilgenommen. Das Große Heer verlor den Kampf und etwa zweitausend Krieger. Da Schalauen beidseits der Memel lag, führte der Orden den Angriff vom Samland über den Wasserweg aus, denn so konnten die weit von der Memel lebenden Nadrauer den Feldzug nicht stören. Die Burg Ragnit musste niedergebrannt werden, da sie nicht einzunehmen war. Durch diesen Erfolg ermutigt, eroberten die Kreuzritter noch die kleinere Burg Ramego. Dadurch aufgebracht, versammelten die Stammesältesten vierhundert Mann und überfielen und ermordeten die Ritter, was einen Rachefeldzug des Großmeisters zur Folge hatte, der mit großem Aufgebot nach Schalauen zog. Die Schalauer wehrten sich unter ihrem Führer Stinigotas. In Ordenschroniken wird zudem auf den betrügerischen schalauischen Adligen Sareikā (Dusburg nennt ihn Sarecka) hingewiesen. Dieser tat so, als wolle er zum Orden überlaufen und sich mit seiner Familie taufen lassen. In Memel versuchte er den Komtur in eine Falle zu locken, kam aber beim Kampf mit acht anderen Adligen in Gefangenschaft. Es gelang ihm kurzfristig, sich zu befreien und einige Kreuzritter mit dem Schwert zu erschlagen. Dann aber kam er selbst um. Die letzte vom Orden eroberte schalauische Burg Sasavo wird in lateinischen Chroniken Sassowia genannt, deutsch Sassau. Sie befand sich am Zusammenfluss von Šešuvis und Jura. An diesen Feldzug nahm der Großmeister persönlich teil. Ihn begleiteten 1500 Reiter und 15 Schiffe. Nachdem die Ritter alle Burgen zerstört hatten, verloren die Adligen Surbantas, Svirdotas und Surdota den Mut zu weiterem Widerstand. Sie verließen die Heimat und liefen zu den Christen über. Das führerlos gewordene Volk hat sich dann dem Orden unterworfen. Die endgültige Unterwerfung dürfte 1281 beendet gewesen sein, denn in diesem Jahr wurde das erste Landesprivileg an den Schalauer Jondele Schalwithe ausgestellt. 1289 baute der Orden seine Burg in Ragnit.
Über das weitere Ergehen der Schalauer geben sechsundzwanzig erhaltene, zwischen 1281 und 1383 ausgestellte Privilegien Auskunft: so etwa 1338 in Pleikischken bei Plaschken, 1312 und 1333 bei Sasavo im Gebiet zwischen Laugßargen und Tauragė, 1307 in Sintine bei Tilsit, 1307 Gigen (Pogegen), 1309 Linkone, 1350 Linkonen (Linkuhnen). Es handelte sich hier um alte Hofstellen, deren prußische Bewohner vernichtet oder vertrieben worden waren. Ebenso gehen mehrere Orte auf schalauische Personen zurück: Weinoten bei Tilsit auf Wainoto (Wainoth ein Schalwe), Tusseinen bei Ragnit auf Tussinos, Linkuhnen in der Elchniederung auf Linko. Um litauische Einwanderer dürfte es sich dagegen um Sipe (1339) und die Brüder Pogins und Skirgaila (1359) handeln, denn ihnen wird versprochen, dass sie nach der Unterwerfung Litauens dort Land erhalten werden.
Im Januar und Februar 1411 führten die Szemaiten unter ihrem Führer Rambautas Kriegszüge gegen die Vorburgen von Ragnit, Tilsit und Splitter, denn 1412 beschwert sich der Orden bei den deutschen Fürsten, dass das gancze Schalwische lant überfallen und beraubt worden ist, dass viele Ordensleute ermordet wurden. Zudem seien Frauen und Kinder unter Mitnahme ihre Habe und der Tiere entführt worden. In den Schadensbüchern werden 154 betroffene schalauische Familien erwähnt. In den Steuerlisten von 1540 werden in Tilsit und Splitter 71 schalauische Familien (Schalmen odder preussen) genannt, während es sich bei den 40 Familien vor der Burg Ragnit bereits um eine gemischte Bevölkerung handelt: Schalmen und Litawen vorm schlos Rangnith. Deutsche Siedler gab es außerhalb der Burgen und Städte nicht. Die Schalauer vermischten sich mit den zuwandernden Litauern, denn als von den Einwohnern Splitters verlangt wurde, einen Teil ihrer Felder für die Errichtung der Stadt Tilsit abzutreten, beschied Herzog Albrecht die Klage abschlägig, da der größte Teil der jetzigen Bewohner des Dorfes Splitter Fremde und Neusiedler seien und nicht aus alten prußischen Geschlechtern stammten. Die Schalauer von Splitter wurden letztmals 1563 erwähnt, die von der Ragniter Vorburg 1542. Geblieben sind die Ortsnamen Skalwen, Paskallwen (1938 bis 1946: Schalau) und Schalauerberg.